# Kingston–Rhinecliff Bridge
Die Kingston–Rhinecliff Bridge, offiziell George Clinton Memorial Bridge, ist eine zweispurige Straßenbrücke über den Hudson River zwischen Kingston und Rhinebeck im Bundesstaat New York. Sie führt die New York State Route 199 und wird von der New York State Bridge Authority betrieben; das tägliche Verkehrsaufkommen lag 2017 bei durchschnittlich 22.460 Fahrzeugen.
Die 1957 eröffnete Brücke wurde Ende der 1940er Jahre nach einem Entwurf von David B. Steinman ursprünglich als Hängebrücke zwischen Kingston und Rhinecliff geplant. Die Begünstigung eines neu entstehenden IBM-Werks im Norden von Kingston führte aber zur Verzögerung des Baus und schließlich zur Verlagerung des Standortes sechs Kilometer flussaufwärts. Die weiter nördliche Lage bedingte eine geänderte Ausführung als 1,6 Kilometer lange Stahl-Fachwerkbrücke. Diese wird ergänzt durch Zufahrten aus Balkenbrücken, wodurch das Bauwerk eine Länge von fast 2,4 Kilometer erreicht. Die größten Spannweiten von jeweils 244 Meter befinden sich über den beiden äußeren Fahrrinnen, die hier durch eine Untiefe in der Mitte des Flussbettes getrennt sind.

## Geschichte
| Ontariosee |

| Eriesee |

| Hudson River |

| Green Island (1835) |

| Menands (1933) |

| Albany–Greenbush (1882) |

| Maiden Lane (1875) |

| Livingston Avenue (1866) |

| Alfred H. Smith (1924) |

| Rip Van Winkle (1935) |

| Kingston–Rhinecliff (1957) |

| Mid-Hudson (1930) |

| Poughkeepsie (1888) |

| Bear Mountain (1924) |

| Tappan Zee (1955) |

| George Washington (1931) |

| New York |

Mit dem Bau des Eriekanal, der ab 1825 den Eriesee bei Buffalo mit dem Hudson River bei Troy verband, entstand eine Handelsroute von New York City zu den Großen Seen. Diese förderte die Entwicklung der Städte entlang des Flusslaufes im Hudson Valley und erzeugte zunehmend den Bedarf an Flussquerungen, die bis Anfang des 20. Jahrhunderts meist nur durch Fährverbindungen realisiert wurden. Die ersten Brücken über den Lower Hudson entstanden zwischen 1835 und 1888 größtenteils durch die expandierenden Eisenbahngesellschaften in Troy, Albany und Poughkeepsie. Die Poughkeepsie Bridge von 1888 ist davon als einzige noch erhalten und seit 2009 eine Fußgängerbrücke. Mit dem Ausbau des Straßennetzes in den USA und dem Entstehen des motorisierten Individualverkehrs stieg ab den 1920er Jahren der Bedarf an Straßenbrücken. Bis 1935 wurden mit der Bear Mountain Bridge (1924), Mid-Hudson Bridge (1930), George Washington Bridge (1931) und Rip Van Winkle Bridge (1935) vier große Flussquerungen für den Straßenverkehr gebaut, die man aufgrund der Breite des stark befahrenen Lower Hudson größtenteils als Hängebrücke ausführte.
Nach dem Zweiten Weltkrieg setzte sich der Unternehmer Arthur H. Wicks aus Kingston, der von 1927 bis 1956 Mitglied des Senats von New York war, für den Bau einer Brücke nach Rhinecliff ein, die die hier vorhandene Fährverbindung ersetzen sollte. Die nächste Brücke über den Hudson gab es von Kingston aus erst in etwa 30 Kilometer Entfernung nach Süden in Poughkeepsie (Mid-Hudson Bridge) oder nach Norden in Catskill (Rip Van Winkle Bridge). Zudem stellte Anfang der 1940er Jahre der Betreiber der Fährverbindung den Betrieb ein, was 1946 zur Übernahme durch die New York State Bridge Authority (NYSBA) führte. Im Folgejahr wurde der Brückenbauingenieur David B. Steinman mit dem Entwurf einer Brücke beauftragt, der für die Behörde bis Oktober 1948 Pläne einer Hängebrücke erarbeitete. In den folgenden zwei Jahren gab es keine offizielle Freigabe und 1950 forderte die NYSBA eine weiter nördliche Route, die den Standort sechs Kilometer flussaufwärts verlagerte. Grund waren die Pläne von IBM im Norden von Kingston ein neues Werk zu errichten, das ab 1955 als Produktions- und Entwicklungsstandort diente und in den kommenden Jahrzehnten bis zu 7.100 Mitarbeiter beschäftigte. Das Ingenieurbüro von Steinman musste daraufhin die Pläne grundlegend überarbeiten. Der neue Standort ließ den Bau einer Hängebrücke mit zwei Pylonen nicht zu, da der Hudson hier zwei äußere Fahrrinnen ausbildet, die durch eine Untiefe in der Mitte des Flussbettes getrennt sind. Als Ausführung wurde schließlich eine Fachwerkbrücke mit mehreren Pfeilern gewählt, die zwei große Öffnungen von über 200 Metern für den Schiffsverkehr bot. Die ersten Erdarbeiten für die Zufahrten begannen im Juli 1954 und die Errichtung des Überbaus war Ende 1956 abgeschlossen. Obwohl schon Anfang Februar 1957 für den Verkehr freigegeben, fand die offizielle Eröffnung erst am 11. Mai 1957 statt.
Die installierte Stahlbeton-Fahrbahn wies schon im ersten Jahr Risse und Schlaglöcher auf, was 1958 zur Aufbringung eines zusätzlichen Asphaltbelages führte. Dieser musste aber 1974 und 1984 komplett erneuert werden und zwischen 1997 und 2002 wurde schließlich im Rahmen einer Überholung der Brücke die gesamte Stahlbeton-Fahrbahn ausgetauscht und verbreitert. Im Jahr 2000 erfolgte zu Ehren des ersten Gouverneurs von New York und ehemaligen Vizepräsidenten der USA George Clinton (1739–1812) die Umbenennung in George Clinton Memorial Bridge. Die Brücke soll im Rahmen des Ausbaus des 1200 Kilometer langen Empire State Trail zwischen Manhattan und dem Lake Champlain Teil des Wanderweges werden, wozu bis Ende 2019 auf der Südseite der Fahrbahn ein abgetrennter Fußweg installiert wird.

## Beschreibung

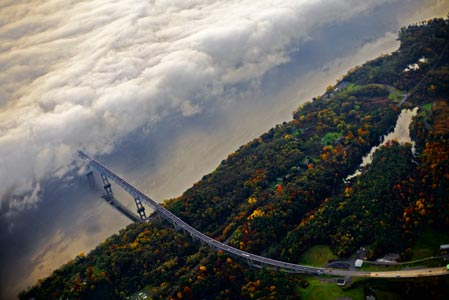
Zufahrt der Westseite (Blick nach Südost, die Brücke lag hier im Herbst 2007 größtenteils in einer Nebelbank)

Das Bauwerk gliedert sich in eine zentrale 1585 m lange Stahl-Fachwerkbrücke, die ergänzt wird durch Zufahrten aus Balkenbrücken von etwa 340 m auf der Ostseite und 450 m auf der Westseite. Die Gesamtlänge zwischen den Widerlagern beträgt 2375 m. Die Hauptbrücke gliedert sich in fünf Fachwerkträger, die von elf Stahlbetonpfeilern von bis zu 60 m Höhe getragen werden. Sie ist symmetrisch zum mittleren Pfeiler aufgebaut und besitzt an den Außenseiten je einen 91 m langen Einfeldträger, die gefolgt werden von einem jeweils 549 m langen Durchlaufträger über drei Brückenfelder mit Spannweiten von 152 m, 244 m und 152 m. In der Mitte wird die Brücke durch einen Durchlaufträger über zwei Brückenfelder mit Spannweiten von 152 m geschlossen. Alle Träger sind als Strebenfachwerke mit Pfosten ausgeführt und führen die Fahrbahn auf der Oberseite. Der mittlere Durchlaufträger und die beiden äußeren Einfeldträger haben parallel verlaufende Ober- und Untergurte und eine Konstruktionshöhe von etwa 15 m. Für die beiden äußeren Durchlaufträger war zur Realisierung der großen Öffnungen über den Fahrrinnen gebogene Untergurte notwendig, wodurch sich die Konstruktionshöhe auf vier Pfeilern nahezu verdoppelte.
Die Balkenbrücken der Zufahrten bestehen aus 21 bis zu 46 m langen und 3 m hohen Vollwandträgern, die auf 19 weiteren Pfeilern und den Widerlagern ruhen. Die Stahlbeton-Fahrbahn hat nach der Verbreiterung heute eine Breite von 12 m zwischen den äußeren Begrenzungen. Sie bietet Platz für zwei 3,7 m breite Fahrstreifen mit Seitenstreifen, von denen der südliche für den Empire State Trail zu einem durch eine Betonschutzwand abgetrennten Fußweg von 1,2 m Breite umgebaut wird.